# Wieża Sjujumbike
Wieża Sjujumbike, baszta Siumbeki (ros. башня Сююмбике; tatar. Сөембикә манарасы) – jedna z baszt Kremla kazańskiego, wzniesiona najprawdopodobniej w XVIII w., która w XIX w. stała się przedmiotem romantycznych legend związanych ze zdobyciem Kazania przez Iwana Groźnego i z osobą ostatniej regentki chanatu kazańskiego, Sjujumbike. Wieża jest jednym z nieoficjalnych symboli Kazania.

## Architektura
Jest to ceglana wieża, o łącznej wysokości 58 metrów. Trzy pierwsze kondygnacje budowli wzniesiono na planie kwadratu, wyższe (liczone jako cztery lub jako dwie z dachem hełmowym i położoną nad nim strażnicą) – na planie ośmioboku. Całość zwieńczono dachem wieżowym z iglicą, zakończoną złoconym półksiężycem. Pomieszczenia drugiej i trzeciej kondygnacji kryte są sklepieniami, w pierwszej – sklepieniem kolebkowym.

## Historia
W I poł. XIX w. wokół wieży powstały romantyczne opowieści łączące budowlę z postacią Sjujumbike, małżonki chana kazańskiego Safy Gireja i matki jego syna Utemysza, sprawującej w ostatnich latach istnienia chanatu kazańskiego regencję w imieniu małoletniego potomka. W opowieściach tych wieża została wzniesiona w 1552 r. po zdobyciu Kazania przez Iwana Groźnego, w ciągu siedmiu dni, po tym, gdy rosyjski władca postanowił pojąć tatarską królową za żonę. Sjujumbike siódmego dnia miała rzucić się z wieży, by uniknąć małżeństwa. Inna opowieść głosiła, iż Sjujumbike zbudowała wieżę po śmierci Safy Gireja dla uczczenia jego pamięci. Żadna z tych wersji nie ma oparcia w faktach: Sjujumbike po zdobyciu Kazania i likwidacji Chanatu Kazańskiego została wydana przez Iwana Groźnego za mąż za chana kasymowskiego Szejcha Alego (1505–1567) i zmuszona do osiedlenia się w Moskwie.
Wiek wieży jest przedmiotem kontrowersji i dyskusji. Według jednej z wersji wieża powstała na długo po przyłączeniu Chanatu Kazańskiego do Rosji. W XVI w. na jej miejscu znajdował się główny meczet chanów kazańskich z ich mauzoleum i z minaretem; budynki te zostały zniszczone podczas bitwy i po zajęciu miasta. Wieżę wzniesiono prawdopodobnie dopiero na początku XVIII w., gdy na miejscu po zniszczonym pałacu chanów kazańskich powstawał kompleks domu oberkomendanta Kremla kazańskiego, a w mieście prowadzono prace nad modernizacją starych umocnień, wznoszono nowe bastiony, a mury Kremla remontowano. Wysoka wieża w najwyższym punkcie zabudowy Kazania mogła pełnić funkcje strażnicze, umożliwiając obserwację Wołgi i jej brzegów nawet na odległość 50 km. Równocześnie wieża pełniła funkcję bramy wjazdowej na teren domu oberkomendanta i jeszcze na planach miasta z XVIII w. była oznaczana po prostu jako wieża-brama wjazdowa. Nazwa nawiązująca do Sjujumbike przylgnęła do niej dopiero później i powstała najpierw wśród Rosjan. Inna wersja zakłada, że wieża istniała już w XVI w. lub że w obecnym kształcie została skonstruowana w XVIII w., ale z wykorzystaniem starszych, wywodzących się jeszcze z okresu tatarskiego kondygnacji dolnych. Brak jej jednak na XVII-wiecznych planach i rycinach przedstawiających Kazań, co sugeruje wzniesienie obiektu później.
W latach 1914–1916 r. przeprowadzono prace mające na celu umocnienie wieży i uratowanie jej przed zawaleniem się. Wykonane wówczas prace nie rozwiązały całkowicie problemu i wieża Sjujumbike nadal odchyla się od pionu – na wysokości iglicy wieńczącej budynek odchylenie to wynosi 1,98 m.
Po rewolucji październikowej i zaprowadzeniu rządów bolszewików w Kazaniu w 1918 r. Rada Komisarzy Ludowych ogłosiła przekazanie budynku "na wieczny użytek pracującym muzułmanom", na znak tej decyzji na iglicy budynku zamontowano posrebrzany półksiężyc. W 1934 r., w okresie nasilonej walki władz radzieckich z religią, religijny symbol został strącony z wieży. W latach 1958–1959, 1970 oraz pod koniec lat 80. wieża, wpisana w 1960 r. do rejestru zabytków Rosyjskiej FSRR, była remontowana, jednak renowacje ograniczały się do usuwania pęknięć i rozwiązywania innych doraźnych problemów.
Po upadku ZSRR wieża Sjujumbike zaczęła pełnić funkcje sakralne – od 1991 r. brzmi z niej wezwanie na modlitwę upamiętniającą ofiary oblężenia Kazania w 1552 r. Dlatego w 1993 r. obiekt ponownie zwieńczono półksiężycem.